# Эрингсхаузен
Эрингсхаузен (нем. Ehringshausen) — община в Германии, в земле Гессен. Подчиняется административному округу Гиссен. Входит в состав района Лан-Дилль. Население составляет 9.368 человек (на 2009 года). Занимает площадь 45,43 км².

## Население
| Год  | Численность |
| ---- | ----------- |
| 2010 | 9208        |

| Год  | Численность | Численность |
| ---- | ----------- | ----------- |
| 2017 | 9411        | [ 1 ]       |
| 2019 | 9367        | [ 4 ]       |
| 2021 | 9492        | [ 5 ]       |
| 2022 | 9540        | [ 6 ]       |
| 2023 | 9591        | [ 2 ]       |